# シーザージム
シーザージムは、シーザー武志によって設立されたシュートボクシングジムである。2023年現在、東京都内3箇所（浅草、新小岩、渋谷）の直営ジム、国内に約30の加盟ジム、8つの海外支部を持つ。

## 選手
- 緒形健一
- 土井広之
- 宍戸大樹
- 梅野孝明
- 今井教行
- 坂本優起
- 村田聖明
- 村田義光
- 笠原弘希
- 笠原友希
- 笠原直希
- 山田彪太朗
- 山田虎矢太
- RENA